# Kunovo (Vladičin Han)
Pour les articles homonymes, voir Kunovo.
Kunovo (en serbe cyrillique : Куново) est un village de Serbie situé dans la municipalité de Vladičin Han, district de Pčinja. Au recensement de 2011, il comptait 404 habitants.

## Démographie
| 1948  | 1953  | 1961  | 1971 | 1981 | 1991 | 2002 | 2011 |
| ----- | ----- | ----- | ---- | ---- | ---- | ---- | ---- |
| 1 099 | 1 124 | 1 044 | 943  | 810  | 663  | 532  | 404  |

|  |